# Efekt hipsochromowy
Efekt hipsochromowy (przesunięcie hipsochromowe, podwyższenie barwy) – przesuwanie się maksimum absorpcji, odbijalności, przepuszczalności lub widma emisyjnego w kierunku krótszych długości fali (większych częstości) (np. od czerwieni do nadfioletu).
Efekt występuje w przypadku wprowadzenia do cząsteczki danego związku organicznego pewnych podstawników, zwanych grupami hipsochromowymi, charakteryzujących się brakiem wiązań podwójnych i wolnych par elektronowych. Przeciwieństwem efektu hipsochromowego jest efekt batochromowy.